# Kathryn Bigelow
Kathryn Ann Bigelow (San Carlos, 27 de novembro de 1951) é uma cineasta norte-americana que se tornou a primeira mulher a ganhar um Óscar de melhor direção por The Hurt Locker (br: Guerra ao Terror; pt: Estado de Guerra). O prêmio também era disputado por Avatar de James Cameron, ex-marido de Kathryn.
Em entrevista ao jornalista Jason Solomons do jornal britânico The Guardian, em que falava sobre seus principais filmes (Point Break, Strange Days, K-19: The Widowmaker e The Hurt Locker), Bigelow falou sobre os dois temas-chave de sua carreira: os homens e os militares, dizendo-se "atraída por personagens provocantes.".
Em abril de 2010, Bigelow foi nomeada uma das pessoas mais influentes do ano pela Time 100.

## Vida pessoal
Foi casada com o diretor, produtor e roteirista canadense James Cameron de 1989 a 1991.

## Carreira

### Cinema
| Ano  | Filme                | Título em português                                  | Créditos | Créditos  | Créditos   | Créditos | Papel               |
| Ano  | Filme                | Título em português                                  | Diretora | Produtora | Roteirista | Atriz    | Papel               |
| ---- | -------------------- | ---------------------------------------------------- | -------- | --------- | ---------- | -------- | ------------------- |
| 1982 | The Loveless         |                                                      | Sim      |           | Sim        |          |                     |
| 1983 | Born in Flames       |                                                      |          |           |            | Sim      | "Editora do jornal" |
| 1987 | Near Dark            | br: Quando Chega a Escuridão pt: Depois do Anoitecer | Sim      |           | Sim        |          |                     |
| 1990 | Blue Steel           | pt: Aço Azul                                         | Sim      |           | Sim        |          |                     |
| 1991 | Point Break          | br: Caçadores de Emoção pt: Ruptura Explosiva        | Sim      |           |            |          |                     |
| 1995 | Strange Days         | br/pt: Estranhos Prazeres                            | Sim      |           |            |          |                     |
| 2000 | O Peso da Água       | pt: Tempestade no Mar                                | Sim      |           |            |          |                     |
| 2002 | K-19: The Widowmaker |                                                      | Sim      | Sim       |            |          |                     |
| 2009 | The Hurt Locker      | br: Guerra ao Terror pt: Estado de Guerra            | Sim      | Sim       |            |          |                     |
| 2012 | Zero Dark Thirty     | br: A Hora Mais Escura pt: 0:30 Hora Negra           | Sim      | Sim       |            |          |                     |
| 2017 | Detroit              | br: Detroit em Rebelião                              | Sim      | Sim       |            |          |                     |

### Televisão
- Homicide: Life on the Street (1993-99) série de televisão
  - Episódios: "Fallen Heroes", parte 1 & 2 (temporada 6), "Lines of Fire" (temporada 7)
- Wild Palms (1993) série de televisão
  - Episódio # 4
- Karen Sisco (2004) série de televisão
  - Episódio # 10